# John Thomson Mason
John Thomson Mason (ur. 9 maja 1815, zm. 28 marca 1873 w Annapolis, Maryland) – amerykański polityk i prawnik.
W latach 1841–1843 z ramienia Partii Demokratycznej przez jedną kadencję Kongresu Stanów Zjednoczonych był przedstawicielem szóstego okręgu wyborczego w stanie Maryland w Izbie Reprezentantów Stanów Zjednoczonych.